# Полномочие (информатика)
Полномо́чие — абстрактный объект системы безопасности, присутствие которого в контексте процесса разрешает выполнение некоторого действия над защищённым объектом, а отсутствие — запрещает.
Обычно процессы наделяются полномочиями в зависимости от того, кто является владельцем процесса, то есть процесс получает права пользователя, который его запустил.
У пользователей, имеющих определенные роли, есть определенные полномочия, то есть полномочия могут устанавливаться в зависимости от роли.
Распределение полномочий называется разграничением доступа.
Идентификация — это определеное полномочий пользователя при входе в систему, а регистрация — это изменение полномочий субъекта.

## Виды
Полномочия бывают:
- автоматическими
- предоставленными
- запрашиваемыми

## Unix
В Unix-подобных системах суперпользователь обладает всеми полномочиями.